# Voli spaziali con equipaggio umano dal 1961 al 1969
La seguente è una lista dettagliata dei voli spaziali con equipaggio umano dal 1961 al 1969. Sono inclusi tutti i voli che hanno raggiunto un'altitudine di almeno 100 km ossia la definizione della Federazione Aeronautica Internazionale di volo spaziale. Gli Stati Uniti adottano una definizione diversa di volo spaziale, richiedendo un'altitudine minima di 80 km (~50 miglia) Durante gli anni sessanta 13 voli rientrarono nella definizione americana di volo spaziale ma di questi solo 2 furono considerati dal FAI. Questi due voli sono inclusi nella lista, per l'elenco completo si veda la voce North American X-15.
- In rosso sono evidenziati gli incidenti che hanno provocato la perdita di vite umane.
- In giallo sono evidenziati i voli spaziali suborbitali (inclusi i voli che a causa di malfunzionamenti non hanno raggiunto la quota prevista).
- In grigio sono evidenziati i voli sulla Luna.

| Sommario • Anni 1960 • Anni 1970 • Anni 1980 • Anni 1990 • Anni 2000 • Anni 2010 • Anni 2020 |                                                    |                                                    |                                                    |                                                    | |
| Equipaggio                                                                                   | Lancio Velivolo                                    | Stazione                                           | Stazione                                           | Rientro Velivolo                                   | Breve descrizione della missione |
| 1961                                                                                         |                                                    |                                                    |                                                    |                                                    | |
| Jurij Gagarin                                                                                | 12 aprile 1961 Vostok 1                            | 12 aprile 1961 Vostok 1                            | 12 aprile 1961 Vostok 1                            | 12 aprile 1961 Vostok 1                            | Primo volo spaziale umano; completata un'orbita terrestre altezza raggiunta 315 km. |
| Alan Shepard                                                                                 | 5 maggio 1961 Mercury-Redstone 3 (Freedom 7)       | 5 maggio 1961 Mercury-Redstone 3 (Freedom 7)       | 5 maggio 1961 Mercury-Redstone 3 (Freedom 7)       | 5 maggio 1961 Mercury-Redstone 3 (Freedom 7)       | Primo volo spaziale americano con equipaggio; volo suborbitale quota massima raggiunta 187,4 km. |
| Gus Grissom                                                                                  | 21 luglio 1961 Mercury-Redstone 4 (Liberty Bell 7) | 21 luglio 1961 Mercury-Redstone 4 (Liberty Bell 7) | 21 luglio 1961 Mercury-Redstone 4 (Liberty Bell 7) | 21 luglio 1961 Mercury-Redstone 4 (Liberty Bell 7) | Secondo volo spaziale americano con equipaggio; volo suborbitale quota massima raggiunta 190 km. |
| German Titov                                                                                 | 6 agosto 1961 Vostok 2                             | 6 agosto 1961 Vostok 2                             | 7 agosto 1961 Vostok 2                             | 7 agosto 1961 Vostok 2                             | Primo volo a durare un'intera giornata; completate 17 orbite terrestri. Breve controllo manuale del pilota. |
| 1962                                                                                         |                                                    |                                                    |                                                    |                                                    | |
| John Glenn                                                                                   | 20 febbraio 1962 Mercury-Atlas 6 (Friendship 7)    | 20 febbraio 1962 Mercury-Atlas 6 (Friendship 7)    | 20 febbraio 1962 Mercury-Atlas 6 (Friendship 7)    | 20 febbraio 1962 Mercury-Atlas 6 (Friendship 7)    | Primo volo orbitale americano con equipaggio; completate 3 orbite intorno alla Terra. |
| Scott Carpenter                                                                              | 24 maggio 1962 Mercury-Atlas 7 (Aurora 7)          | 24 maggio 1962 Mercury-Atlas 7 (Aurora 7)          | 24 maggio 1962 Mercury-Atlas 7 (Aurora 7)          | 24 maggio 1962 Mercury-Atlas 7 (Aurora 7)          | Primo manual retrofire. Fotografie della Terra e studio dei liquidi in assenza di peso. |
| Andrijan Nikolaev                                                                            | 11 agosto 1962 Vostok 3                            | 11 agosto 1962 Vostok 3                            | 15 agosto 1962 Vostok 3                            | 15 agosto 1962 Vostok 3                            | Prime 2 astronavi in orbita simultaneamente. |
| Pavel Popovič                                                                                | 12 agosto 1962 Vostok 4                            | 12 agosto 1962 Vostok 4                            | 15 agosto 1962 Vostok 4                            | 15 agosto 1962 Vostok 4                            | Prime 2 astronavi in orbita simultaneamente. |
| Walter Schirra                                                                               | 3 ottobre 1962 Mercury-Atlas 8 (Sigma 7)           | 3 ottobre 1962 Mercury-Atlas 8 (Sigma 7)           | 3 ottobre 1962 Mercury-Atlas 8 (Sigma 7)           | 3 ottobre 1962 Mercury-Atlas 8 (Sigma 7)           | Prima missione Mercury coronata da successo. |
| 1963                                                                                         |                                                    |                                                    |                                                    |                                                    | |
| Gordon Cooper                                                                                | 15 maggio 1963 Mercury-Atlas 9 (Faith 7)           | 15 maggio 1963 Mercury-Atlas 9 (Faith 7)           | 15 maggio 1963 Mercury-Atlas 9 (Faith 7)           | 15 maggio 1963 Mercury-Atlas 9 (Faith 7)           | Primo collegamento in diretta televisiva con astronauti USA. |
| Valerij Bykovskij                                                                            | 14 giugno 1963 Vostok 5                            | 14 giugno 1963 Vostok 5                            | 19 giugno 1963 Vostok 5                            | 19 giugno 1963 Vostok 5                            | Record di permanenza in solitaria nello spazio (5 giorni). Anche se questo record è stato successivamente superato come durata in generale, continua ad essere tuttora valido per quanto riguarda la permanenza in solitaria. |
| Valentina Tereškova                                                                          | 16 giugno 1963 Vostok 6                            | 16 giugno 1963 Vostok 6                            | 19 giugno 1963 Vostok 6                            | 19 giugno 1963 Vostok 6                            | Prima donna nello spazio. |
| Joseph Albert Walker                                                                         | 19 luglio 1963 X-15 Flight 90                      | 19 luglio 1963 X-15 Flight 90                      | 19 luglio 1963 X-15 Flight 90                      | 19 luglio 1963 X-15 Flight 90                      | Primo winged craft nello spazio; raggiunti 106 km di altitudine. |
| Joseph Albert Walker                                                                         | 23 agosto 1963 X-15 Flight 91                      | 23 agosto 1963 X-15 Flight 91                      | 23 agosto 1963 X-15 Flight 91                      | 23 agosto 1963 X-15 Flight 91                      | Viene raggiunta la quota di 108 km; Walker diventa il primo uomo ad esser stato 2 volte nello spazio. |
| 1964                                                                                         |                                                    |                                                    |                                                    |                                                    | |
| Vladimir Komarov Konstantin Feoktistov Boris Egorov                                          | 12 ottobre 1964 Voschod 1                          | 12 ottobre 1964 Voschod 1                          | 13 ottobre 1964 Voschod 1                          | 13 ottobre 1964 Voschod 1                          | Primo volo con equipaggio multiplo. Ricerche biomediche. |
| 1965                                                                                         |                                                    |                                                    |                                                    |                                                    | |
| Aleksej Leonov Pavel Beljaev                                                                 | 18 marzo 1965 Voschod 2                            | 18 marzo 1965 Voschod 2                            | 19 marzo 1965 Voschod 2                            | 19 marzo 1965 Voschod 2                            | Prima uomo a compiere un EVA (Aleksei Leonov). |
| Gus Grissom John Young                                                                       | 23 marzo 1965 Gemini 3                             | 23 marzo 1965 Gemini 3                             | 23 marzo 1965 Gemini 3                             | 23 marzo 1965 Gemini 3                             | Primo volo in cui sono state compiute manovre in orbita. |
| James McDivitt Edward White                                                                  | 3 giugno 1965 Gemini 4                             | 3 giugno 1965 Gemini 4                             | 7 giugno 1965 Gemini 4                             | 7 giugno 1965 Gemini 4                             | Prima EVA americana. |
| Gordon Cooper Charles Conrad                                                                 | 21 agosto 1965 Gemini 5                            | 21 agosto 1965 Gemini 5                            | 29 agosto 1965 Gemini 5                            | 29 agosto 1965 Gemini 5                            | Primo volo di una settimana. |
| Frank Borman Jim Lovell                                                                      | 4 dicembre 1965 Gemini 7                           | 4 dicembre 1965 Gemini 7                           | 18 dicembre 1965 Gemini 7                          | 18 dicembre 1965 Gemini 7                          | Primo volo di 2 settimane. Primo rendezvous (con Gemini 6A). |
| Walter Schirra Thomas Stafford                                                               | 15 dicembre 1965 Gemini 6A                         | 15 dicembre 1965 Gemini 6A                         | 16 dicembre 1965 Gemini 6A                         | 16 dicembre 1965 Gemini 6A                         | Primo rendezvous (con Gemini 7). |
| 1966                                                                                         |                                                    |                                                    |                                                    |                                                    | |
| Neil Armstrong David Scott                                                                   | 16 marzo 1966 Gemini 8                             | 16 marzo 1966 Gemini 8                             | 17 marzo 1966 Gemini 8                             | 17 marzo 1966 Gemini 8                             | Primo aggancio nello spazio (con Agena Target Vehicle). |
| Thomas Stafford Eugene Cernan                                                                | 3 giugno 1966 Gemini 9A                            | 3 giugno 1966 Gemini 9A                            | 6 giugno 1966 Gemini 9A                            | 6 giugno 1966 Gemini 9A                            | Primo equipaggio di riserva ad essere stato impiegato in un volo spaziale. |
| John Young Michael Collins                                                                   | 18 luglio 1966 Gemini 10                           | 18 luglio 1966 Gemini 10                           | 21 luglio 1966 Gemini 10                           | 21 luglio 1966 Gemini 10                           | Primo rendezvous con 2 differenti oggetti. |
| Charles Conrad Richard Gordon                                                                | 12 settembre 1966 Gemini 11                        | 12 settembre 1966 Gemini 11                        | 15 settembre 1966 Gemini 11                        | 15 settembre 1966 Gemini 11                        | Maggiore altezza raggiunta prima delle missioni sulla Luna (1374 km). |
| Jim Lovell Buzz Aldrin                                                                       | 11 novembre 1966 Gemini 12                         | 11 novembre 1966 Gemini 12                         | 15 novembre 1966 Gemini 12                         | 15 novembre 1966 Gemini 12                         | Primo rendezvous manuale. Compiuti diversi esperimenti scientifici. |
| 1967                                                                                         |                                                    |                                                    |                                                    |                                                    | |
| Vladimir Komarov                                                                             | 23 aprile 1967 Sojuz 1                             | 23 aprile 1967 Sojuz 1                             | 24 aprile 1967 Sojuz 1                             | 24 aprile 1967 Sojuz 1                             | Primo uomo morto in un incidente durante una missione spaziale. Il paracadute della capsula non si apre durante il rientro.                                                                                                   |
| 1968                                                                                         |                                                    |                                                    |                                                    |                                                    | |
| Walter Schirra Donn Eisele Walter Cunningham                                                 | 11 ottobre 1968 Apollo 7                           | 11 ottobre 1968 Apollo 7                           | 22 ottobre 1968 Apollo 7                           | 22 ottobre 1968 Apollo 7                           | Primo equipaggio americano formato da 3 elementi. Il lancio avvenne 10 mesi dopo l'incidente dell'Apollo 1. |
| Georgij Beregovoj                                                                            | 26 ottobre 1968 Sojuz 3                            | 26 ottobre 1968 Sojuz 3                            | 30 ottobre 1968 Sojuz 3                            | 30 ottobre 1968 Sojuz 3                            | Aggancio fallito con la sonda Sojuz 2 (sonda priva di equipaggio). |
| Frank Borman Jim Lovell William Anders                                                       | 21 dicembre 1968 Apollo 8                          | 21 dicembre 1968 Apollo 8                          | 27 dicembre 1968 Apollo 8                          | 27 dicembre 1968 Apollo 8                          | Prima missione con equipaggio in orbita lunare. |
| 1969                                                                                         |                                                    |                                                    |                                                    |                                                    | |
| Vladimir Šatalov                                                                             | 14 gennaio 1969 Sojuz 4                            | 14 gennaio 1969 Sojuz 4                            | 17 gennaio 1969 Sojuz 4                            | 17 gennaio 1969 Sojuz 4                            | Primo equipaggio a trasferirsi tra diversi veicoli Primo aggancio con un veicolo con 2 uomini di equipaggio. |
| Aleksej Eliseev Evgenij Chrunov                                                              | 15 gennaio 1969 Sojuz 5                            | 15 gennaio 1969 Sojuz 5                            | 17 gennaio 1969 Sojuz 4                            | 17 gennaio 1969 Sojuz 4                            | Primo equipaggio a trasferirsi tra diversi veicoli Primo aggancio con un veicolo con 2 uomini di equipaggio. |
| Boris Volynov                                                                                | 15 gennaio 1969 Sojuz 5                            | 15 gennaio 1969 Sojuz 5                            | 18 gennaio 1969 Sojuz 5                            | 18 gennaio 1969 Sojuz 5                            | Primo equipaggio a trasferirsi tra diversi veicoli Primo aggancio con un veicolo con 2 uomini di equipaggio. |
| James McDivitt David Scott Russell Schweickart                                               | 3 marzo 1969 Apollo 9                              | 3 marzo 1969 Apollo 9                              | 13 marzo 1969 Apollo 9                             | 13 marzo 1969 Apollo 9                             | Test del LEM in orbita bassa. |
| Thomas Stafford John Young Eugene Cernan                                                     | 18 maggio 1969 Apollo 10                           | 18 maggio 1969 Apollo 10                           | 26 maggio 1969 Apollo 10                           | 26 maggio 1969 Apollo 10                           | Test del Modulo Lunare in orbita bassa lunare. |
| Neil Armstrong Michael Collins Buzz Aldrin                                                   | 16 luglio 1969 Apollo 11                           | 16 luglio 1969 Apollo 11                           | 24 luglio 1969 Apollo 11                           | 24 luglio 1969 Apollo 11                           | Primo allunaggio umano. |
| Georgij Šonin Valerij Kubasov                                                                | 11 ottobre 1969 Sojuz 6                            | 11 ottobre 1969 Sojuz 6                            | 16 ottobre 1969 Sojuz 6                            | 16 ottobre 1969 Sojuz 6                            | Prima missione con 3 navi contemporaneamente in orbita. |
| Anatolij Filipčenko Vladislav Volkov Viktor Gorbatko                                         | 12 ottobre 1969 Sojuz 7                            | 12 ottobre 1969 Sojuz 7                            | 17 ottobre 1969 Sojuz 7                            | 17 ottobre 1969 Sojuz 7                            | Prima missione con 3 navi contemporaneamente in orbita. |
| Vladimir Šatalov Aleksej Eliseev                                                             | 13 ottobre 1969 Sojuz 8                            | 13 ottobre 1969 Sojuz 8                            | 18 ottobre 1969 Sojuz 8                            | 18 ottobre 1969 Sojuz 8                            | Prima missione con 3 navi contemporaneamente in orbita. |
| Charles Conrad Richard Gordon Alan Bean                                                      | 14 novembre 1969 Apollo 12                         | 14 novembre 1969 Apollo 12                         | 24 novembre 1969 Apollo 12                         | 24 novembre 1969 Apollo 12                         | Secondo allunaggio; atterraggio di precisione nei pressi del Surveyor 3. |
| Sommario • Anni 1960 • Anni 1970 • Anni 1980 • Anni 1990 • Anni 2000 • Anni 2010 • Anni 2020 |                                                    |                                                    |                                                    |                                                    | |